# Властивість Бера
У топології властивістю Бера називається властивість підмножини топологічного простору, що багато в чому є подібною до властивості вимірності множини. Множина A задовольняє властивість Бера, якщо вона задовольняє еквівалентні умови:
- Існує відкрита множина G для якої різниці {\displaystyle G\setminus A} і {\displaystyle A\setminus G} є множинами першої категорії.
- Існує замкнута множина G для якої різниці {\displaystyle G\setminus A} і {\displaystyle A\setminus G} є множинами першої категорії.
- Множина A є об'єднанням множини типу Gδ і множини першої категорії.
- Існує множина першої категорії B для якої {\displaystyle A\cup B} є множиною типу Fσ.

Доповнення множини із властивістю Бера є множиною із властивістю Бера, зліченне об'єднання і зліченний перетин множин із властивістю Бера є множинами із властивістю Бера. Таким чином підмножини із властивістю Бера утворюють σ-алгебру. Вона є найменшою σ-алгеброю, що містить відкриті підмножини і підмножини першої категорії.
Прикладами множин із властивістю Бера є:
- підмножини Бореля;
- вимірні підмножини;
- аналітичні підмножини польських просторів.

Приклади множин, що не задовольняють умову Бера:
- множина Віталі;
- множина Бернштейна.